# Debreceni Rophoin
Debreceni Rophoin vagy Rafain (1271 előtt – 1318) bán IV. (Kun) László katonai vezetője, a Debreceni család tagja, Debreceni Dózsa nádor nagybátyja. 

## Élete
Felesége a Káta nembeli Raphael lánya, Katalin volt.
Számos csatában harcolt Kun László király pártján. Geregye nembeli Pál fia Ach lázadását ő verte le. Szalánc vár ostrománál a kődobálások miatt súlyosan megsérült a keze. Harcolt a kunok ellen is. Ebben a csatában négy életveszélyes sebet is szerzett.
Testvérei is a király oldalán vesztették életüket: László Adorján várának bevételekor halt meg, Miklós pedig a szászok elleni küzdelemben vesztette életét.

## Birtokai
Már az apja is debreceni birtokos volt. Rophoin birtokolta a település kétharmadát. Rangsorban Dósa mester követte: a hagyomány szerint róla nevezték el a Mester utcát. Debrecen legkisebb része Péteré lett (családja szintén jelentős szerepet játszott a város életében: a Péterfia utcát unokájáról, Péterfia Jakabról nevezték el). Szentlászlófalva is ebben az időben válhatott Debrecen részévé: birtokosai valószínűleg kihaltak a tatárjárás után, s így Rophoin és Péter – a Debreceni család – birtokába jutott.